# Савостьянова, Татьяна Валерьевна
Татья́на Вале́рьевна Савостья́нова (род. 23 декабря 1972 года, Москва, СССР) — российская дзюдоистка-паралимпиец, выступающая в весовой категории до 70 килограмм, серебряный и двукратный бронзовый призёр Паралимпийских игр. Заслуженный мастер спорта России среди спортсменов с нарушением зрения.

## Награды
- Медаль ордена «За заслуги перед Отечеством» II степени (30 сентября 2009 года) — за большой вклад в развитие физической культуры и спорта, высокие спортивные достижения на XIII Паралимпийских летних играх 2008 года в городе Пекине (Китай)[1].
- Медаль ордена «За заслуги перед Отечеством» I степени (10 сентября 2012 года) — за большой вклад в развитие физической культуры и спорта, высокие спортивные достижения на XIV Паралимпийских летних играх 2012 года в городе Лондоне (Великобритания)[2].
- Заслуженный мастер спорта России (2004).